# Pauline Courtin
 (avril 2025).
Pour les articles homonymes, voir Courtin.
Pauline Courtin, née le 13 mai 1977 à Aix-en-Provence, est une artiste lyrique française, soprano, originaire d'Aix-en-Provence.

## Biographie

### Formation

#### Formation musicale
Pauline Courtin découvre sa passion pour le chant lyrique après sa rencontre  avec la soprano sud-coréenne Sumi Jo. Elle commence alors ses études vocales au Conservatoire à rayonnement régional d'Aix-en-Provence, dans la classe du ténor Tibère Raffalli, où elle pose les bases de sa formation musicale.
Après un premier prix, obtenu à l'unanimité, au Conservatoire national de région de Marseille, elle se perfectionne au Conservatorio Santa Cecilia de Rome et au Centre national d'insertion professionnelle des artistes lyriques de Marseille où elle se lie d'amitié avec la soprano Mady Mesplé, qui deviendra son mentor.
Pauline Courtin est également diplômée du Conservatoire national supérieur de musique et de danse de Paris.

#### Parcours académique
En parallèle de sa carrière musicale, Pauline Courtin obtient une maîtrise en droit public. Elle a également obtenu un Master en management des organisations culturelles à l'Université Paris-Dauphine.

### Carrière

#### Débuts
La cheffe d’orchestre Claire Gibault la fait débuter dans le répertoire mozartien, en l’engageant dans le rôle de Blondchen de Die Entführung aus dem Serail au Teatro Argentina de Rome et au Teatro del Giglio de Lucca, au côté de la Konztanze d’Elena Moșuc (en). Suivront ensuite Despina dans Cosi fan tutte à la Villa Médicis, au Festival de Feldkirch, à l'Opéra de Toulon et à l'Opéra de Saint-Etienne, Zerlina  dans Don Giovanni au Festival de Saint-Céré, Barbarina au dans Le Nozze di figaro au Théâtre des Champs Elysées, au Barbican Center de Londres et à l'Opéra National de Paris, Papagena dans Die Zauberflöte à l'Opéra de Monte-Carlo.

#### Répertoire
Elle obtient plusieurs rôles de soprano lyrique léger, dont Le Feu, la Princesse et le Rossignol dans L'Enfant et les Sortilèges de Ravel au Théâtre du Châtelet, Iphis dans Jephta de Haendel à Rome, ou Gilda dans Rigoletto de Verdi à l'Opéra de Bordeaux,.
Elle travaille sous la direction de chefs prestigieux, tels René Jacobs, Alain Guingal, Laurence Equilbey ou Tiziano Severini, et collabore avec des metteurs en scène tels que Daniele Abbado, Yves Beaunesne ou Giorgio Barberio Corsetti.

#### La musique contemporaine
En musique contemporaine, elle chante aussi Lucy dans L'Héritière de Jean-Michel Damase à l'Opéra de Marseille, Gretel dans Hänsel et Gretel d'Engelbert Humperdinck à l'Opéra de Rome, Frau Signora Süssauer et Frau Knochen dans Die Drei Rätsel de Detlev Glanert à l'Opéra de Montpellier, Pollicino de Hanz Werner Henze au Teatro Vascello.
Elle créé plusieurs rôles dans des opéras de compositeurs actuels : Le Chat dans Le Luthier de Venise de Gualtiero Dazzi au Théâtre du Châtelet, Marie dans Les Oiseaux de passage de Fabio Vacchi au Teatro comunale de Bologne, ou Lydia dans Colomba de Jean-Claude Petit,.

### Collaboration artistique avec Christophe Barbier
Pauline Courtin est mariée à Christophe Barbier, journaliste, éditorialiste et artiste dramatique français. . Après Choses vues et chantées d'après Victor Hugo, Mozart, mon amour, dans lequel Pauline Courtin interprète le rôle de Constance Mozart, a été donné entre avril 2023 et juillet 2024 au Théâtre de Poche Montparnasse avant de partir en tournée à la Salle Gaveau, au Festival Les Trois Coups de Jarnac, aux Nocturnes de la Villa Ephrussi.
Entre novembre 2024 et mars 2025, Pauline Courtin et Christophe Barbier créent le spectacle Offenbach et les Trois Empereurs. Présenté au Théâtre de Poche Montparnasse, ce spectacle mêle théâtre et musique : la chanteuse y interprète le rôle d'Hortense Schneider, muse et interprète d'Offenbach, tandis que le comédien incarne Jacques Offenbach.

## Discographie et vidéographie
- Etienne-Nicolas Mehul, L'irato (en), L'arte del mondo, Werner Ehrhardt (dir.), MiljenkoTurk, Cyril Auvity, Alain Buet, Capriccio CD[17]
- Wolfgang Amadeus Mozart, Le Nozze di Figaro, Concerto Köhln, René Jacobs (dir.), Luca Pisaroni, Annette Dasch, Pietro Spagnoli, Rosemary Joshua, Angelika Kirchschlager; DVD BelAir Classiques
- Jacques Offenbach, Orphée aux enfers, Camerata de Salzbourg, Alain Altinoglu (dir.), Yves Beaunesne (ms.), Mathias Vidal, Julien Behr, Soula Parassidis; BelAir Média[18]
- Jean-Claude Petit, Colomba, Opéra de Marseille, Claire Gibault (dir.), Charles Roubaud (ms.), Marie-Ange Todorovitch, Jean-Noël Briend,  Jean-Philippe Lafont, France TV[19]
- La Boîte à Musique de Jean-François Zygel, saison 5, Giuseppe Verdi[20],[21]

## Divers rôles

### Chant lyrique
Le Feu, la Princesse et le Rossignol dans L'Enfant et les Sortilèges de Ravel au Théâtre du Châtelet, Iphis dans Jephta de Haendel à Rome, Soeur Constance dans Dialogues des Carmélites de Poulenc et Rési dans Valses de Vienne de Johann Strauss à l'Opéra d'Avignon, Eurydice dans Orphée aux Enfers d'Offenbach au Festival international d'art lyrique d'Aix-en-Provence, Anna Reich dans Die Lustigen Weiber von Windsor de Otto Nicolai à La Stadthalle de Bayreuth, Ernestine dans Monsieur Choufleuri d'Offenbach à l’Opéra de Montpellier, Gabrielle dans La Vie Parisienne d'Offenbach à l'Opéra de Nice, Isabelle dans L'Irato de Méhul au Festival de Bonn, Amour dans Orphée de Gluck à l’Opéra de Reims et à l’Opéra de Saint-Etienne, Micaëla dans Carmen de Bizet à l'Opéra Royal de Versailles, Thérèse dans Les Mamelles de Tirésias de Poulenc à Bangkok, Gilda dans Rigoletto de Verdi à l'Opéra de Bordeaux

### Musique contemporaine
En musique contemporaine, elle chante aussi Lucy dans L'Héritière de Jean-Michel Damase à l'Opéra de Marseille, Gretel dans Hänsel et Gretel d'Engelbert Humperdinck à l'Opéra de Rome, Frau Signora Süssauer et Frau Knochen dans Die Drei Rätsel de Detlev Glanert à l'Opéra de Montpellier, Pollicino de Hanz Werner Henze au Teatro Vascello.
Elle créé plusieurs rôles dans des opéras de compositeurs actuels : Le Chat dans Le Luthier de Venise de Gualtiero Dazzi au Théâtre du Châtelet, Marie dans Les Oiseaux de passage de Fabio Vacchi au Teatro comunale de Bologne, La donna delle carte et il bambino morto dans Il Letto della storia de Fabio Vacchi, au Teatro del Maggio fiorentino, Musetta dans Mimi, Scènes de la vie de bohème de Frédéric Verrières au Théâtre National de Zagreb, Lydia dans Colomba de Jean-Claude Petit